# بوب مارشال (ناشط البرية)
روبرت بوب مارشال  (بالإنجليزية: Bob Marshall)‏(2 يناير 1901 - 11 نوفمبر 1939) كان مراقب حراج أمريكي، وكاتب وناشط برية، سعى إلى تحديد البرية لطبيعتها الاجتماعية فضلا عن مثالية البيئية وقام مارشال بتنظيم مجموعة وطنية متخصصة في الحفاظ على الأرض البدائية. في عام 1935، كان واحدا من المؤسسين الرئيسيين للجمعية الحياة البرية وقدمت شخصيا معظم التمويل للجمعية في تكنولوجيا المعلومات والاتصالات في السنوات الأولى. قام  بدعم الاشتراكية والحريات المدنية طوال حياته.
توفي مارشال من قصور القلب في سن ال 38. وبعد خمسة وعشرين عاما، ونتيجة لجهد ابنه، رعى جمعية الحياة البرية قانون الحياة البرية، والتي دافعت قانونيا عن حماية برية لتسعة ملايين فدان (36,000 km2) من الأراضي الاتحادية. اليوم، يعتبر مارشال مسؤول إلى حد كبير عن حركة الحفاظ على الحياة البرية. في العديد من المعالم والمناطق، وبوب مارشال البرية بما في ذلك في ولاية مونتانا وجبل مارشال في جبال أديرونداك-والتي تم تسميتها باسمه تكريما له.

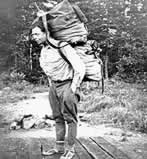
مارشال مع معدات التخييم

## روابط خارجية
1. ↑  Jesse Lichtenstein, "Jesse Lichtenstein reviews The People’s Forests by Robert Marshall", Grist, 11 February 2003; accessed 24 November 2016 نسخة محفوظة 25 نوفمبر 2016 على موقع واي باك مشين.
2. ↑  "How The Wilderness Society Was Founded". The Wilderness Society. مؤرشف من الأصل في 2012-05-13. اطلع عليه بتاريخ 2009-09-09.
3. ↑  "The Wilderness Act of 1964". Excerpted from Wilderness America. Washington, D.C.: Wilderness Society, 1990. The Wilderness Society. مؤرشف من الأصل في 2012-06-24. اطلع عليه بتاريخ 2009-09-10. {{استشهاد ويب}}: استعمال الخط المائل أو الغليظ غير مسموح: |عمل= (مساعدة)